# Misto-quente
Um misto-quente, uma tosta-mista ou uma sandes mista é um sanduíche quente, preparado à base de queijo e presunto (ou fiambre). Pode ser preparado em frigideira, forno convencional, forno de micro-ondas ou prensa térmica ("misteira" ou sanduicheira).
No Rio Grande do Sul, o misto-quente é conhecido como torrada.
Apareceu pela primeira vez em 1910 no menu de um café parisiense, com o nome croque-monsieur, uma referência à sua crocância, mas a origem do nome é desconhecida.

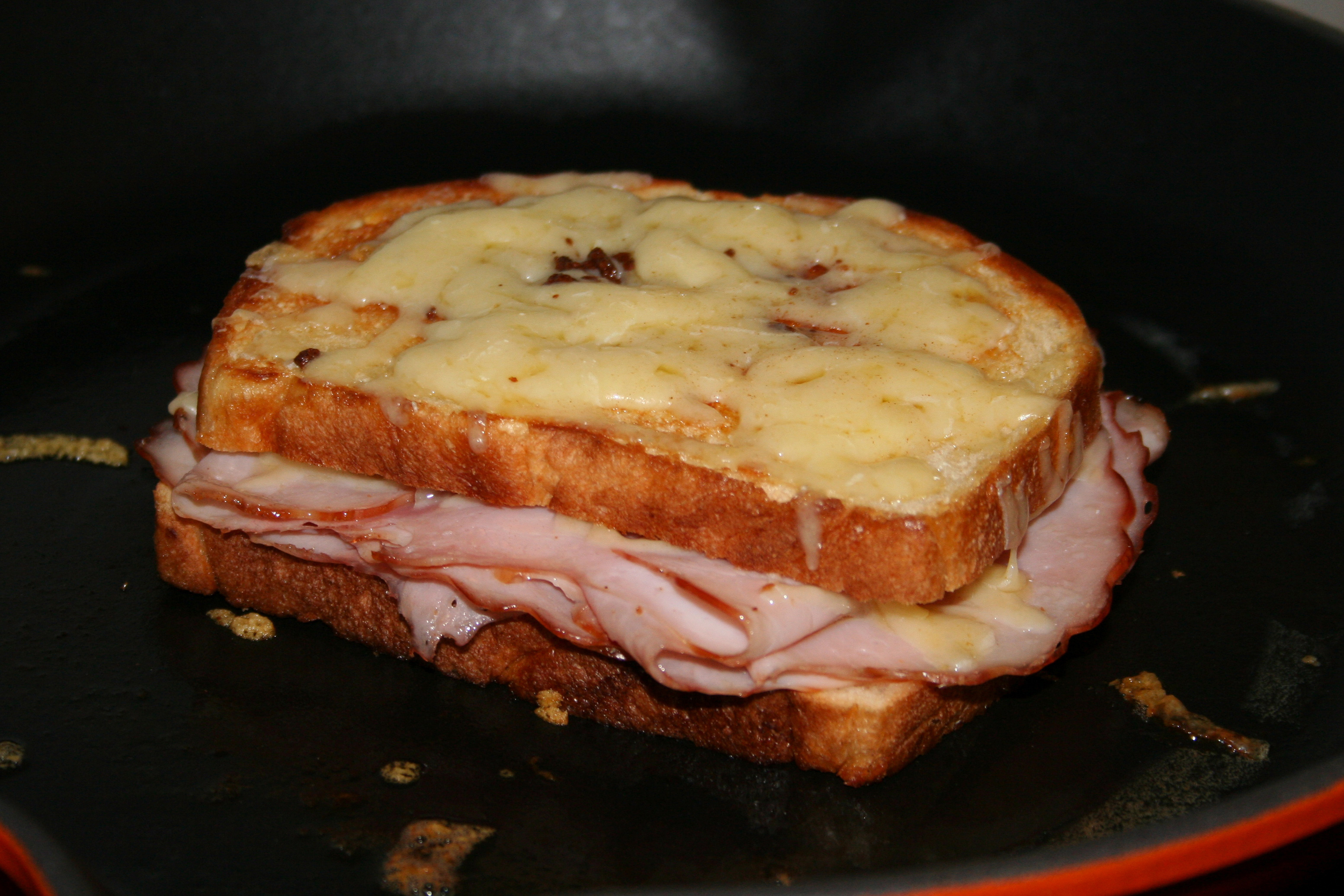
Misto-quente no forno

Esse tipo de sanduíche possui algumas variações, dentre elas:
- O pão, às vezes gratinado, pode ser molhado em ovos antes de ser grelhado.
- Variações mais sofisticadas são servidas com um molho Mornay ou béchamel.
- O croque-madame (misto-quente com um ovo em cima)
- Acrescentar ou mudar um ingrediente da nascença a outras formas, tal como:
  - O croque provençal (com tomates).
  - O croque auvernês (com queijo bleu d'Auvergne).
  - O croque norueguês (com salmão).
  - O croque tartiflette (com batatas).
  - O croque açucarado (a guarnição é substituída por banana e chocolate em pó).
  - O croque caramelizado (a guarnição é feita de açúcar em pó).
  - O croque havaiano (com uma rodela de ananás).